# Эскин, Жюль
Жюль Луи Эскин (англ. Jules Louis Eskin — Джулс Луис Эскин; 20 октября 1931, Филадельфия — 15 ноября 2016, Бруклайн, штат Массачусетс) — американский виолончелист.

## Биография
Родился в семье портного Самуила Юделевича Эскина (1896—1974), эмигрировавшего в США из Слуцка и игравшего на виолончели в небольших ансамблях перед сеансами в кинотеатре. Мать — Перл Эскина (урождённая Сталлер). Начал учиться музыке у своего отца, виолончелиста-любителя, затем поступил в Кёртисовский институт, где среди его учителей был Григорий Пятигорский. С 16 лет играл в Далласском симфоническом оркестре. Во время Корейской войны играл в армейском оркестре. В 1954 г. стал одним из победителей Наумбурговского конкурса молодых исполнителей.
Некоторое время работал в оркестре Нью-Йоркской городской оперы, затем три года был концертмейстером виолончелей в Кливлендском оркестре под руководством Джорджа Селла. С 1964 г. играл в Бостонском симфоническом оркестре, в том числе многие годы в качестве концертмейстера; в последний раз выступал в составе оркестра 6 февраля 2016 года. В составе оркестра широко гастролировал по миру, включая туры по СССР (1967) и Китаю (1979). Многократно выступал со своим оркестром как солист, особенное признание получило его исполнение симфонической поэмы Рихарда Штрауса «Дон Кихот». Также зарекомендовал себя как ансамблист в составе группы Boston Chamber Players.
Был женат (с 1986 г.) на скрипачке того же оркестра Азе Райхцаум (род. 1950). В составе Бостонского симфонического оркестра играли также двоюродные племянники Эскина Марк и Майкл Людвиги.